# Calibano (astronomia)
Calibano è una luna di Urano. È di forma irregolare e si trova in orbita retrograda, cosa comune ad altre lune di Urano. Tra di esse, è la seconda in ordine di grandezza.
Calibano fu scoperto il 6 settembre 1997, assieme alla luna Sycorax da Brett J. Gladman, Philip D. Nicholson, Joseph A. Burns e John J. Kavelaars usando il telescopio Hale da 5 metri e ricevette la designazione provvisoria S/1997 U 1.
Fu battezzato col suo nome definitivo in onore del personaggio de La tempesta di William Shakespeare. Inoltre, essendo la sedicesima luna di Urano, è possibile riferirsi ad esso anche con la sigla Uranus XVI,
I parametri orbitali suggeriscono che può appartenere, assieme a Stephano allo stesso cluster dinamico, suggerendo origini comuni.
Il suo diametro è stimato di 72 km (assumendo un'albedo di 0,04) facendone il secondo più grande satellite irregulare di Urano, metà della grandezza di Sycorax, il più grande satellite irregolare di Urano.
Studi non ancora confermati collocano Calibano nella categoria rosso chiaro (B-V=0,83 e V-R=0,52, B-V=1,23 e V-R=0,47, più rosso di Sycorax ma meno della maggior parte degli oggetti della fascia di Kuiper.
La sua curva di luce suggerisce che abbia un periodo di rotazione di 2,7 ore.